# کتابخانه ملی اسرائیل

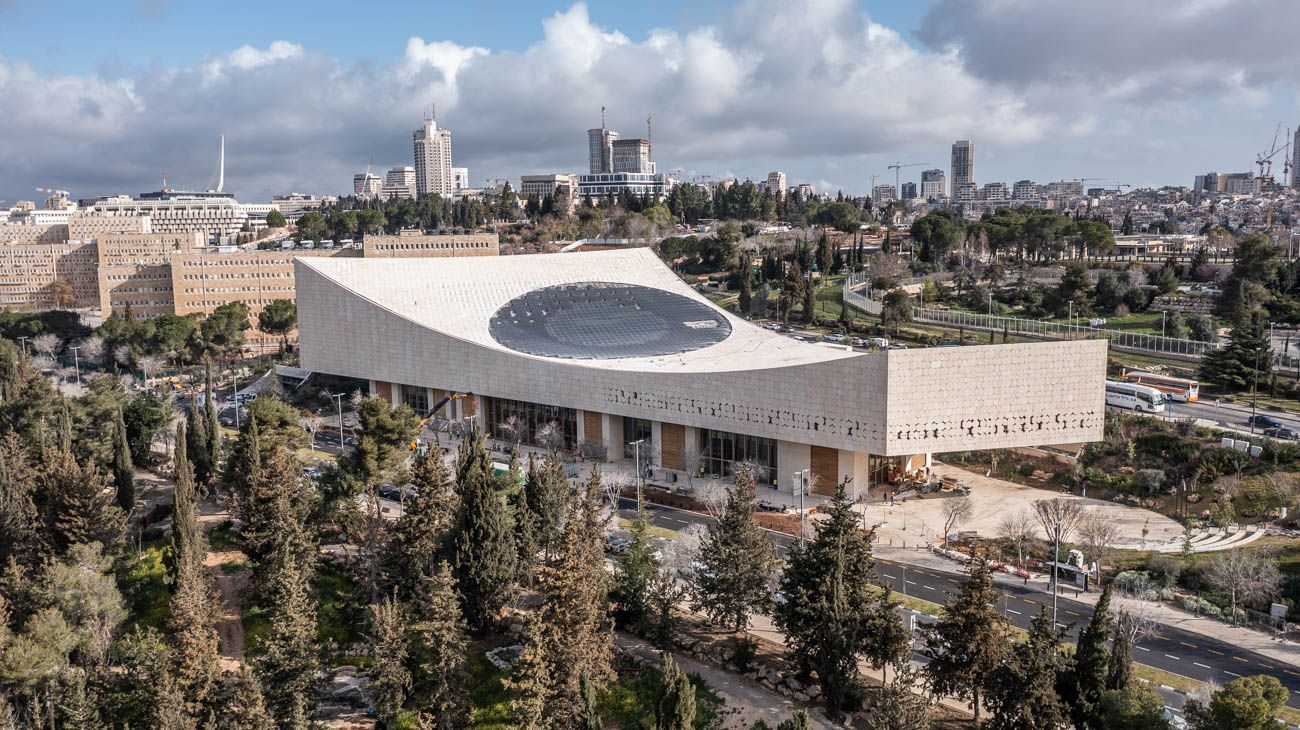
نمایی بیرونی از ساختمان اصلی «کتابخانه ملی» اسرائیل.

کتابخانه ملی اسرائیل (NLI; عبری: הספרייה הלאומית، رومی: HaSifria HaLeumit; عربی: المکتبة الوطنیة فی إسرائیل)، که قبلاً با نام کتابخانه ملی و دانشگاه عبری (JNUL; عبری: בית הספרים הלאומי והאוניברסיטאי، رومی: Beit Ha-Sfarim Ha-Le'umi ve-Ha-Universita'i) شناخته می‌شد، کتابخانه‌ای است که به جمع‌آوری گنجینه‌های فرهنگی اسرائیل و میراث یهود اختصاص دارد. این کتابخانه بیش از ۵ میلیون کتاب دارد و در مجموعه دولتی (کیریات هاممشلاه) نزدیک کنست (پارلمان اسرائیل) واقع شده است.
کتابخانه ملی اسرائیل بزرگ‌ترین مجموعه آثار عبری و یهودی را در جهان دارد و همچنین محل نگهداری بسیاری از نسخه‌های خطی، کتاب‌ها و آثار نادر و منحصربفرد است.

## اهداف و مقاصد کتابخانه ملی
مأموریت این کتابخانه تأمین نسخه‌هایی از تمام آثار منتشر شده در اسرائیل، به هر زبانی؛ تمام انتشارات در مورد اسرائیل، سرزمین اسرائیل، یهودیت و قوم یهود، منتشر شده به هر زبانی، در هر کشوری در جهان؛ و تمام آثار منتشر شده به زبان عبری یا هر یک از زبان‌های مورد استفاده در پراکندگی یهودیان (مانند یدیش و لادینو) است.
بر اساس قانون، دو نسخه از تمام آثار چاپی منتشر شده در اسرائیل باید در کتابخانه ملی سپرده شود. در سال ۲۰۰۱، این قانون برای شامل شدن ضبط صوتی و تصویری و سایر رسانه‌های غیرچاپی اصلاح شد. [ بسیاری از نسخه خطی‌ها، از جمله برخی از جلدهای منحصربفرد این کتابخانه مانند ماهزور قرن سیزدهمی ورمز، اسکن شده و در وبسایت کتابخانه در دسترس است. کتابخانه ملی اسرائیل در نظر دارد تا سال ۲۰۲۳، بیش از ۲۵۰۰ نسخه خطی و کتاب نادر را دیجیتالی کند که به صورت رایگان آنلاین در دسترس خواهد بود. این آثار به زبان‌های عربی، فارسی، ترکی و اردو نوشته شده و مربوط به قرن نهم تا بیستم میلادی است.

### تاریخچه

#### کتابخانه بنی بریت (۱۸۹۲-۱۹۲۵)
عقیده ایجاد یک کتابخانه ملی یهودی در اورشلیم، ایده یوسف چازانوویتز (۱۸۴۴-۱۹۱۹) بود. ایده او ایجاد «خانه ای برای تمام آثار در تمام زبان‌ها و ادبیات‌هایی بود که نویسندگان یهودی دارند، حتی اگر آنها در فرهنگ‌های خارجی خلق کرده باشند.» چازانوویتز حدود ۱۵۰۰۰ جلد کتاب جمع‌آوری کرد که بعدها هسته اصلی کتابخانه را تشکیل داد.

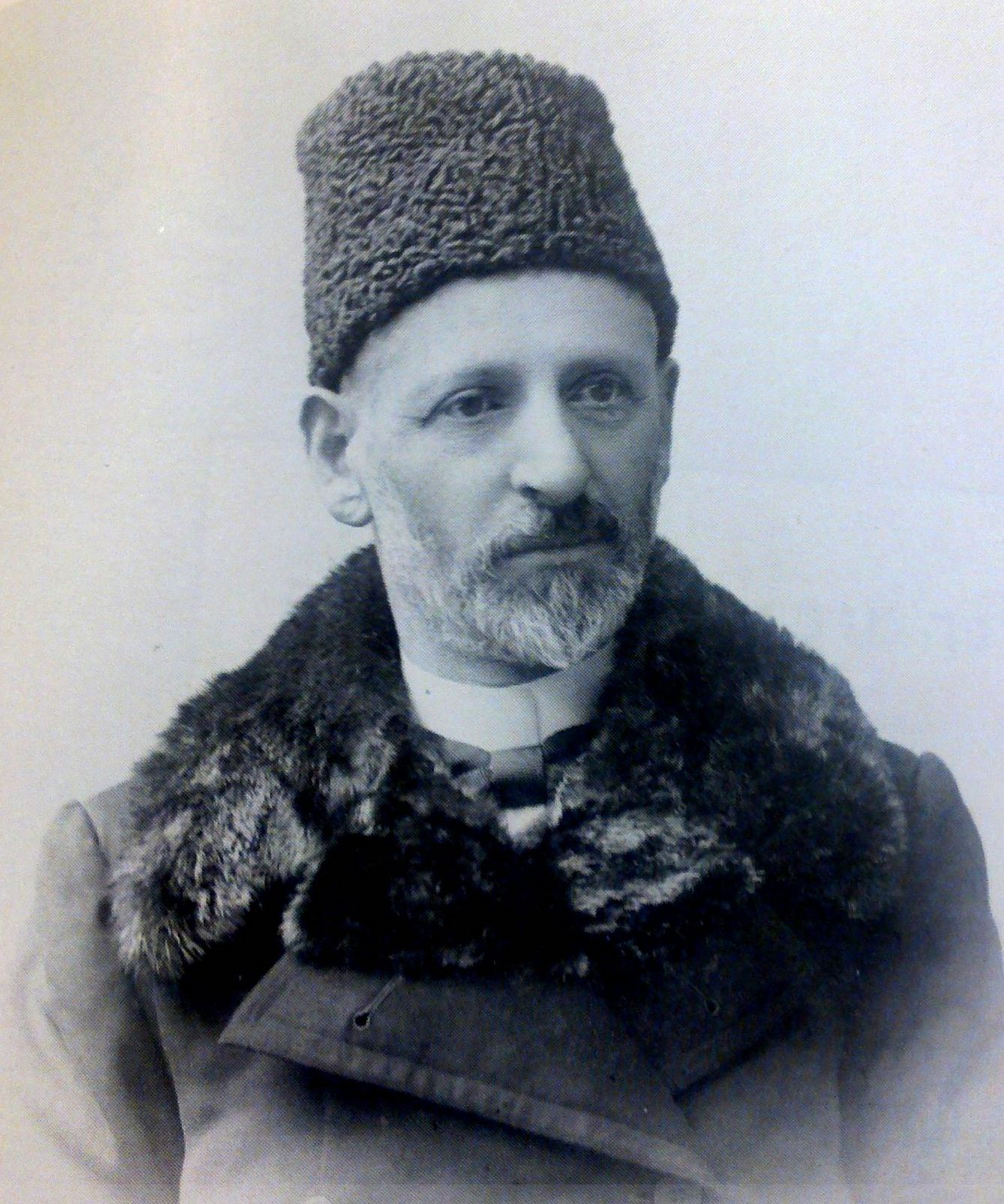
یوسف چازانوویتز

کتابخانه بنای برith، که در سال ۱۸۹۲ در اورشلیم تأسیس شد، اولین کتابخانه عمومی در منطقه فلسطین بود که به جامعه یهودی خدمت می‌کرد. این کتابخانه در خیابان بنای بنی بریت، بین محله معا شعاریم و مجتمع روسیه قرار داشت.ده سال بعد، کتابخانه بیت مدرش ابراوانل، همان‌طور که در آن زمان نامیده می‌شد، به خیابان اتیوپی منتقل شد.

#### کتابخانه دانشگاه عبری
در سال ۱۹۲۰، زمانی که برنامه‌های دانشگاه عبری ترسیم شد، مجموعه بنای بریت پایه ای برای یک کتابخانه دانشگاهی شد. کتاب‌ها به کوه اسکوپوس منتقل شدند، زمانی که دانشگاه پنج سال بعد افتتاح شد.
در سال ۱۹۴۸، زمانی که دسترسی به پردیس دانشگاه در کوه اسکوپوس مسدود شد، بیشتر کتاب‌ها به محل موقت دانشگاه در ساختمان تراسانکتا در رحاویا منتقل شدند. در آن زمان، مجموعه دانشگاه بیش از یک میلیون جلد کتاب داشت. به دلیل کمبود فضا، برخی از کتاب‌ها در انبارهای اطراف شهر قرار داده شدند. در سال ۱۹۶۰، آنها به
در اواخر دهه ۱۹۷۰، زمانی که مجتمع جدید دانشگاه در کوه اسکوپوس افتتاح شد و دانشکده‌های حقوق، علوم انسانی و علوم اجتماعی به آنجا بازگشتند، کتابخانه‌های دانشکده ای در آن پردیس باز شدند و تعداد بازدیدکنندگان از کتابخانه گیوات رام کاهش یافت. در دهه ۱۹۹۰، این ساختمان با مشکلات نگهداری مانند نشت آب باران و آلودگی حشرات مواجه شد.

#### وضعیت قانونی کتابخانه ملی (۲۰۰۷)
در سال ۲۰۰۷ پس از تصویب قانون کتابخانه ملی، این کتابخانه به‌طور رسمی به عنوان کتابخانه ملی دولت اسرائیل شناخته شد. این قانون که در ۲۳ ژوئیه ۲۰۰۸ لازم الاجرا شد، نام کتابخانه را به «کتابخانه ملی اسرائیل» تغییر داد و آن را موقتاً به یک شرکت زیرمجموعه دانشگاه تبدیل کرد، تا بعداً به یک شرکت مستقل منفعت عمومی غیرانتفاعی تبدیل شود که متعلق به دولت اسرائیل (۵۰ درصد)، دانشگاه عبری (۲۵ درصد) و سایر سازمان‌ها باشد.

#### ساختمان جدید
در سال ۲۰۱۴، پروژه ساختمان جدید کتابخانه در اورشلیم رونمایی شد.این ساختمان ۳۴٬۰۰۰ متر مربعی، توسط شرکت معماری مستقر در بازل هرتسوگ و د مورن طراحی شده بود. مراسم گذاشتن سنگ بنای آن در سال ۲۰۱۶ برگزار شد. تاریخ اتمام پروژه چندین بار به تعویق افتاد و ساختمان قدیمی کتابخانه در گیوات رام تا سپتامبر ۲۰۲۳ مورد استفاده قرار گرفت. مراسم افتتاحیه بزرگ که برای هفته ۲۲ اکتبر برنامه‌ریزی شده بود، به دلیل جنگ ۲۰۲۳ اسرائیل-حماس لغو شد و ساختمان جدید درهای خود را روز ۲۹ اکتبر ۲۰۲۳ به روی عموم گشود، با ظرفیت و خدمات محدود به دلیل محدودیت‌های ناشی از جنگ.

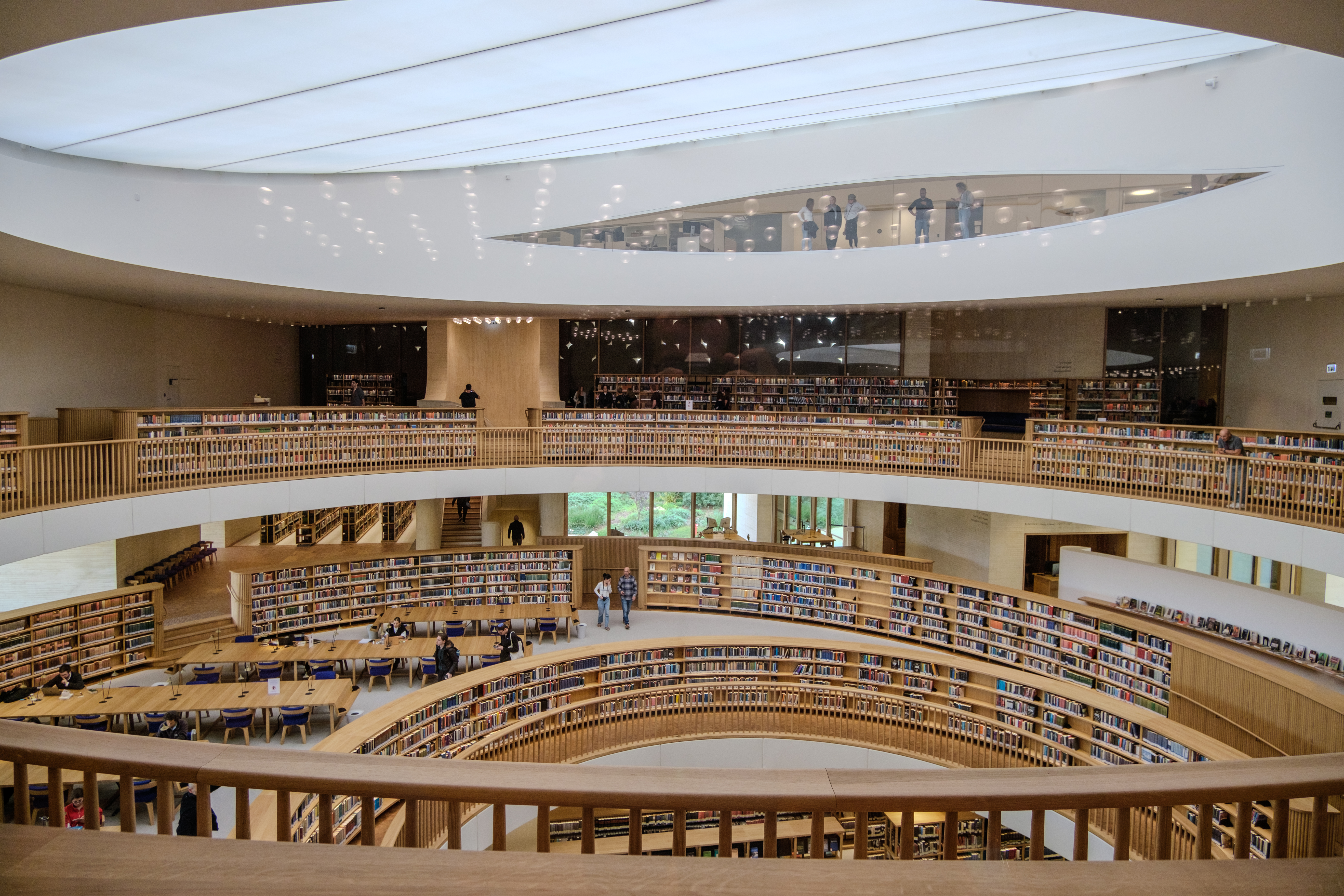
اتاقهای مطالعه

## گنجینه

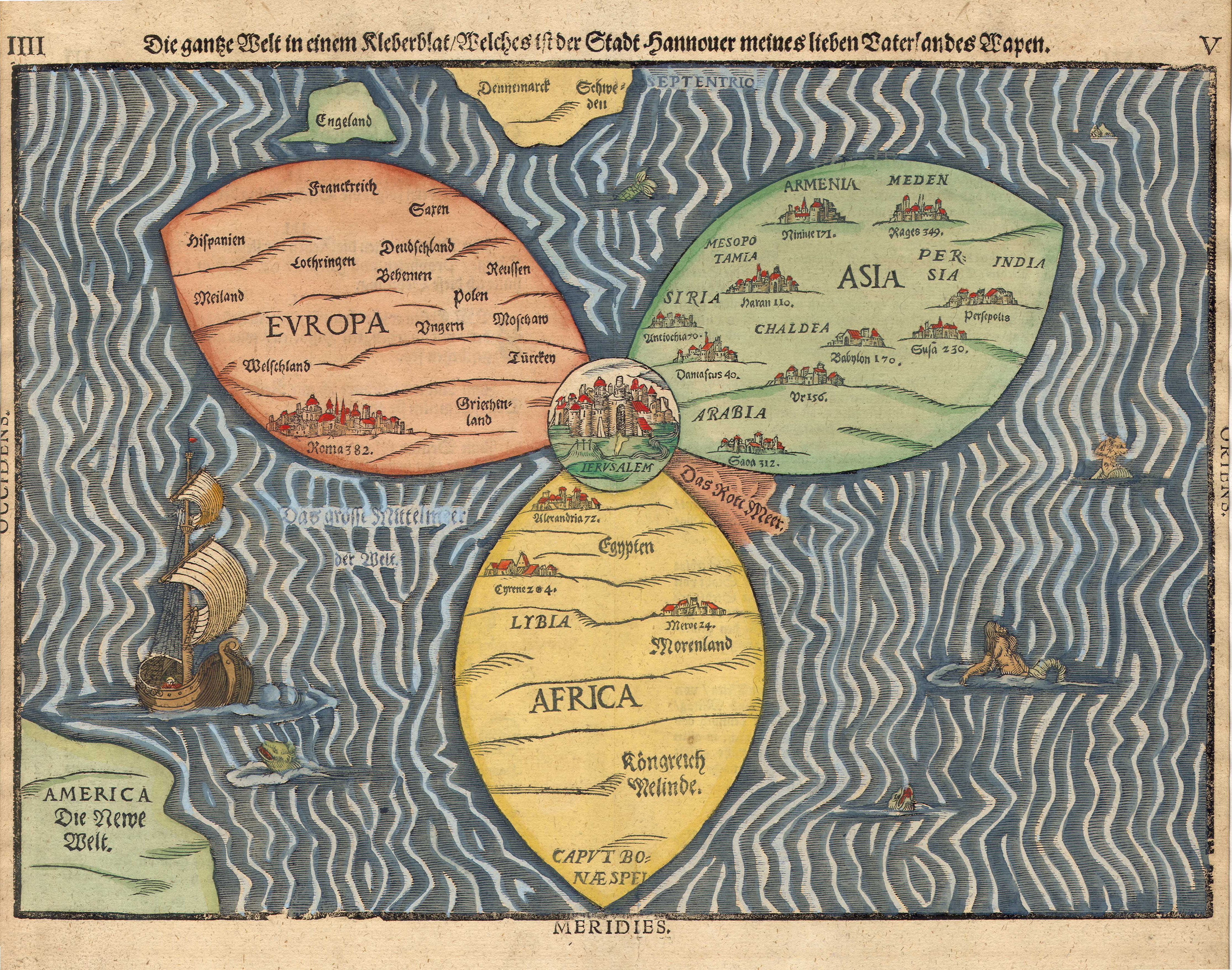
نقشهٔ مپا موندی، اثر هنریش بونتینگ که جهان را به شکل برگ شبدر تصویر کرده و مرکز آن را شهر اورشلیم قرار داده است. این اثر اکنون در مالکیت کتابخانه ملی اسرائیل قرار دارد.

از جمله مجموعه‌های ویژه این کتابخانه، آرشیوهای شخصی صدها چهره برجسته یهودی، آرشیو صوتی ملی، مجموعه نقشه‌های کارتوگرافیک ارن لائور، مجموعه سیدنی ادلستین (برای تاریخ علم) و بسیاری مجموعه‌های دیگر در زمینه عبری و یهودیت است. این کتابخانه همچنین دارای برخی از نسخه‌های خطی آیزاک نیوتن در مورد موضوعات الهیاتی است.این مجموعه که توسط خانواده جمع‌آوری کننده ابراهیم یاهودا اهدا شده است، شامل آثار زیادی از نیوتن دربارهٔ عرفان، تحلیل کتب مقدس، پیش‌بینی‌هایی دربارهٔ پایان روزگار و ظهور معبد باستانی در اورشلیم است. همچنین شامل نقشه‌هایی است که نیوتن از رویدادهای اسطوره ای طراحی کرده تا در محاسبات پایان روزگارش به او کمک کند.این کتابخانه آرشیوهای شخصی مارتین بوبر و گرشوم شولم را نیز در اختیار دارد. علاوه بر این، کتابخانه محل مجموعه گرشوم شولم برای پژوهش در کابالا و حسیدیسم است که شامل کتابخانه شخصی شولم و آثاری است که پس از مرگ او در ۱۹۸۲ به آن اضافه شده است.

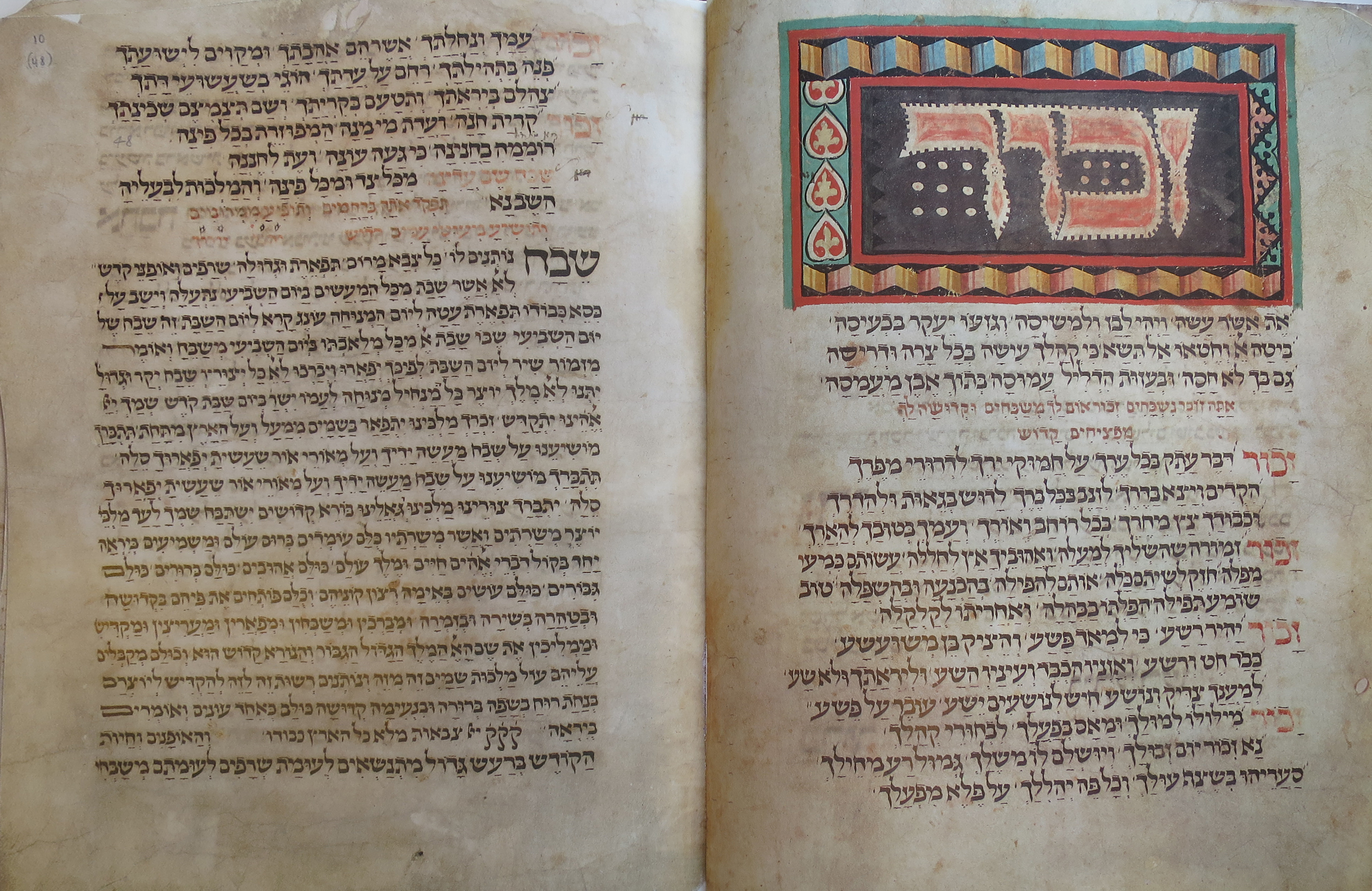
مخزور ورمس - کتاب دعاهای آیینی جشن‌های یهودی (کتاب دعا یا «مخزور» ویژه جشن‌ها)

پس از اورشلبم غربی غربی توسط نیروهای هاگاناه در ماه مه ۱۹۴۸، کتابخانه‌های تعدادی از فلسطینیانی که از کشور گریختند و همچنین سایر فلسطینیان ثروتمند به کتابخانه ملی منتقل شد.این مجموعه‌ها شامل آثار هنری کاتان، خلیل بیداس، خلیل الساکاکینی و عارف حکمت نشاشیبی بود. حدود ۳۰٬۰۰۰ جلد کتاب از خانه هایاورشلیم غربی خارج شد، در حالی که ۴۰٬۰۰۰ جلد دیگر از شهرهای دیگر فلسطین نیز گرفته شد. مشخص نیست که آیا این کتاب‌ها برای نگهداری و محافظت بودند یا از خانه‌های متروکه صاحبانشان منتقل شده بودند. حدود ۶٬۰۰۰ جلد از این کتاب‌ها امروز در کتابخانه با برچسب AP - «اموال متروکه» نگهداری می‌شوند. این کتاب‌ها فهرست نویسی شده‌اند، در کاتالوگ عمومی کتابخانه قابل مشاهده هستند و به‌طور منظم مورد استفاده عموم قرار می‌گیرند.
کتابخانه ملی اسرائیل در اوت ۲۰۱۹ مجموعه آرشیو ماکس برود را تکمیل کرد.در واقع دیوان عالی اسرائیل در یک تصمیم بسیار جنجالی دستور داد که اسناد از جمله اسناد فرانتس کافکا در اینجا سپرده شود، هرچند ماکس برود صراحتاً تصمیم نهایی را به دختران منشی و وارث خود استر هوفه واگذار کرده بود که آنها باید آنها را به «کتابخانه دانشگاه عبری اورشلیم یا کتابخانه شهری تل آویو یا آرشیو عمومی دیگری در داخل یا خارج از کشور» تحویل دهند.
کتابخانه ملی اسرائیل مالک دو گنجینه مهم از نسخ خطی عبری به نام‌های «جنیزه قاهره» و «جنیزه افغان» است. این اسناد مربوط به تاریخ و پیشینه یهودیان می‌باشند که در اصطلاح به آن «جنیزه» می‌گویند.
در تاریخ ۲۳ فوریه ۲۰۱۲ میلادی و هم‌زمان با هفتادمین سالگرد خودکشی اشتفان تسوایگ، نویسنده نامی اتریش، کتابخانه ملی اسرائیل برای نخستین‌بار «نامه خداحافظی» او را در اینترنت منتشر کرد.
در۱۹ دسامبر۲۰۲۲، استوارت روزنبلات ایرلندی، رئیس انجمن ژنالوژی ایرلند، مجموعه ۲۲ جلدی خود با عنوان *تاریخ ژنالوژیکی جوامع یهودی ایرلند* را در حضور سفیر ایرلند در اسرائیل به کتابخانه ملی اسرائیل اهدا کرد.